# Hypena ophiusoides
Hypena ophiusoides är en fjärilsart som beskrevs av Moore 1882. Hypena ophiusoides ingår i släktet Hypena och familjen nattflyn. Inga underarter finns listade i Catalogue of Life.